# Euliphyra mirifica
Euliphyra mirifica är en fjärilsart som beskrevs av Holland 1890. Euliphyra mirifica ingår i släktet Euliphyra och familjen juvelvingar. Inga underarter finns listade i Catalogue of Life.